# Helga Cremer-Schäfer
Helga Cremer-Schäfer (* 1948) ist eine deutsche Soziologin und Kriminologin. Sie ist emeritierte Professorin mit Schwerpunkt Sozialpädagogik und Jugend am Fachbereich Erziehungswissenschaften der Goethe-Universität Frankfurt am Main. Sie ist eine Vertreterin kritischer Kriminologie.
In den Jahren 1966 bis 1972 studierte sie Soziologie an der Goethe-Universität Frankfurt am Main, wo sie 1984 promoviert wurde. Seit 1997 war sie als Professorin tätig. Zunächst lag ihr Fokus auf Sozialpädagogik und Jugend, ab 2009 war dies der Bereich Sozialpädagogik und Soziale Ungleichheit innerhalb der Erziehungswissenschaft.
Anlässlich ihres 65. Geburtstages wurde unter dem Titel Episoden sozialer Ausschließung. Definitionskämpfe und widerständige Praxen im Jahr 2013 eine Festschrift veröffentlicht.

## Schriften (Auswahl)
- mit Helge Peters: Die sanften Kontrolleure. Wie Sozialarbeiter mit Devianten umgehen. Enke, Stuttgart 1975, ISBN 3-432-87751-X.
- Biographie und Interaktion. Selbstdarstellung von Straftätern und der gesellschaftliche Umgang mit ihnen. Profil, München 1985, ISBN 3-89019-148-7.
- als Hrsg.: Im Namen des Volkes? Strafvollzug und Haftbedingungen in einem freien Land. Schulz-Kirchner, Idstein 1992, ISBN 3-8248-0101-9.
- mit Heinz Steinert: Straflust und Repression. Zur Kritik der populistischen Kriminologie. Westfälisches Dampfboot, Münster 1998, 2. Auflage 2014, ISBN 978-3-89691-680-8.